# Say It Ain't So, Joe
Pour les articles homonymes, voir Say It Ain't So (homonymie).
Singles de Murray Head
Superstar
(1969) Someone's Rocking My Dreamboat
(1976)
Pistes de Say It Ain't So
Boy on the Bridge
Say It Ain't So, Joe est une chanson de Murray Head sortie en 1975 sur son album du même nom. Elle connut un très grand succès en France.

## Paroles
L'écriture de cette chanson politique a été déclenchée par le visionnage d'un documentaire montrant des Américains, en plein scandale du Watergate, refusant de croire que Richard Nixon avait menti. « Joe » représente le président Nixon, mais aussi « Joe Public (en) », c'est-à-dire l'homme de la rue.
Les journalistes américains ont vite fait l'analogie avec la star de baseball Shoeless Joe Jackson. En 1921, Joe Jackson est banni à vie par sa fédération sportive pour ne pas avoir dénoncé la corruption de ses coéquipiers dans le scandale des Black Sox. Le journal Chicago Daily News titre alors « Say It Ain't So, Joe », que l'on peut traduire par « Dis[-moi] que ce n'est pas vrai, Joe ». Cette phrase devient légendaire quand un autre reporter l'attribue à un jeune supporter croisé par Joe Jackson à la sortie du tribunal après son témoignage devant le grand jury,.

## Reprises
Roger Daltrey en 1977 a repris la chanson pour son troisième album solo One of the Boys : cette version inclut les musiciens des Who Keith Moon à la batterie et John Entwistle à la basse, ainsi que le guitariste Jimmy McCulloch du groupe Wings de Paul McCartney. La version de Daltrey a été publiée en tant que single sauf au Royaume-Uni, a culminé au numéro 20 aux Pays-Bas mais n'a pas réussi à figurer dans un autre classement national.
- The Hollies sur leur album Five Three One - Double Seven O Four en 1979.
- Gary Brooker sur l'album No More Fear of Flying en 1979.
- Marian Gold du groupe allemand Alphaville en 1996.
- The Nolans en 2001.
- Sylvain Cossette en 2001.
- Nolwenn Leroy sur l'album compilation Déjà Musique Succès Vol.1 en 2005.
- Jim Leverton sur son album live End of the Pier Show en 2006.

## Dans la culture populaire
La chanson est présente dans les films français L'Anniversaire (2005), L'amour est une fête (2018) et Tellement proches (2009), Le discours (2020), Un p'tit truc en plus (2024), dans la pièce de théâtre J'ai pris mon père sur mes épaules de Fabrice Melquiot et par la chanteuse Lena Hall dans l'épisode 2 (Prepare to Brace) de la série télévisée américaine Snowpiercer (2020) .

## Classements
| Classement (1976) | Meilleure place |
| ----------------- | --------------- |
| France (IFOP)     | 48              |

| Classement (1978) | Meilleure place |
| ----------------- | --------------- |
| France (IFOP)     | 34              |

| Classement (2013) | Meilleure place |
| ----------------- | --------------- |
| France (SNEP)     | 18              |